# Marquise Copeland
Marquise Copeland (* 9. Mai 1997 in Cleveland, Ohio) ist ein US-amerikanischer American-Football-Spieler in der National Football League (NFL). Er spielte für die Los Angeles Rams als Defensive Tackle.

## NFL
Copeland unterschrieb nach dem NFL Draft 2019 am 14. Mai 2019 als Undrafted Free Agent bei den Los Angeles Rams. Er wurde am 31. August 2019 während der finalen Roster Cuts freigestellt und am nächsten Tag in den Practice Squad des Teams aufgenommen.
Copeland unterschrieb am 9. Januar 2020 einen Reserve-/Futures-Vertrag mit den Rams. Er wurde am 5. September 2020 während der finalen Roster-Cuts freigestellt und am nächsten Tag erneut in den Practice Squad des Teams aufgenommen. Er wurde am 12. September für das Spiel in Woche 1 gegen die Dallas Cowboys in den aktiven Roster befördert, kehrte nach dem Spiel wieder in den Practice Squad des Teams zurück. Am 22. Dezember 2020 wurde er vom Team auf die Reserve/COVID-19-Liste gesetzt und am 26. Dezember wieder in den Practice Squad aufgenommen. Am 18. Januar 2021 unterschrieb Copeland einen Reserve-/Futures-Vertrag mit den Rams. Am 31. August 2021 wurde er im Rahmen der Kaderverkleinerung auf 53 Spieler entlassen und tags darauf für den Practice Squad verpflichtet. Ab November 2021 stand er im aktiven Kader der Rams und in der Saison 2022 sah er mehr Spielzeit, als Aaron Donald verletzungsbedingt fehlte. Nach dem Ablauf seines Rookievertrags unterschrieb Copeland am 27. März 2023 einen neuen Vertrag bei den Rams. Nach der Saison 2023 lief sein Vertrag aus.